# Mikkel Serup
Mikkel Serup (født 1.april 1973) er en dansk instruktør og manuskriptforfatter. Uddannet fra Den Danske Filmskole i 2003, har han siden instrueret flere danske film- og afsnit af tv-serier såsom Dolph & Wulff (2005), Sommer (2008), Maj & Charlie (2008), Livvagterne (2009), Klassefesten 2: Begravelsen (2014), Den bedste mand (2017) og Kastanjemanden (2021).